# 胥江区
胥江区，中国旧区名。
1961年由苏州市设置。在今江苏省苏州市区西南部。1963年撤销，并入金阊、沧浪等区。 